# Tục ngữ Việt Nam
Tục ngữ Việt Nam là những câu nói hoàn chỉnh, đúc kết kinh nghiệm qua thời gian của người Việt Nam về thiên nhiên và lao động sản xuất, về con người và xã hội. Tục ngữ thiên về trí tuệ nên thường được ví von là "trí khôn dân gian". Trí khôn đó rất phong phú mà cũng rất đa dạng nhưng lại được diễn đạt bằng ngôn từ ngắn gọn, súc tích, dễ nhớ, giàu hình ảnh và nhịp điệu. Có thể coi tục ngữ là văn học nói dân gian nên thường được nhân dân vận dụng trong đời sống sinh hoạt, giao tiếp cộng đồng và xã hội hay hẹp hơn như lời ăn tiếng nói và khuyên răn.
Tục ngữ được hình thành từ cuộc sống thực tiễn, trong đời sống sản xuất và đấu tranh của nhân dân, do nhân dân trực tiếp sáng tác; được tách ra từ tác phẩm văn học dân gian hoặc ngược lại; được rút ra tác phẩm văn học bằng con đường dân gian hóa những lời hay ý đẹp hoặc từ sự vay mượn nước ngoài.
Giữa hình thức và nội dung, tục ngữ có sự gắn bó chặt chẽ, một câu tục ngữ thường có hai nghĩa: nghĩa đen và nghĩa bóng. Tục ngữ có tính chất đúc kết, khái quát hóa những nhận xét cụ thể thành những phương châm, chân lý. Hình tượng của tục ngữ là hình tượng ngữ ngôn được xây dựng từ những biện pháp so sánh, nhân hóa, ẩn dụ.
Đa số tục ngữ đều có vần, gồm hai loại: vần liền và vần cách. Các kiểu ngắt nhịp: trên yếu tố vần, trên cơ sở vế, trên cơ sở đối ý, theo tổ chức ngôn ngữ thơ ca... Sự hòa đối là yếu tố tạo sự cân đối, nhịp nhàng, kiến trúc vững chắc cho tục ngữ. Hình thức đối: đối thanh, đối ý. Tục ngữ có thể có 1 vế, chứa 1 phán đoán, nhưng cũng có thể có thể gồm nhiều vế, chứa nhiều phán đoán.
Các kiểu suy luận: liên hệ tương đồng, liên hệ không tương đồng, liên hệ tương phản, đối lập, liên hệ phụ thuộc hoặc liên hệ nhân quả.
Đầu tiên là các bản ghi chép tục ngữ bằng chữ Nôm vào thế kỷ 19 như Nam phong ngữ ngạn thi (南風語諺詩) của Đình Thái, Đại Nam Quốc Túy (大南國粹) của Ngô Giáp Đậu.
Bản ghi tục ngữ bằng chữ quốc ngữ có Tục ngữ, cổ ngữ, gia ngôn của Huỳnh Tịnh Của (1897), Tục ngữ cách ngôn của Hàn Thái Dương (1920).
Một số bản sưu tập, chú thích nghĩa và dịch tục ngữ Việt Nam sang tiếng Pháp như Tục ngữ An Nam dịch sang tiếng Tây của V. Barbier (Triệu Hoàng Hòa), Đông Tây ngạn ngữ cách ngôn của H. Délétie và Nguyễn Xán (1931).
Một số bản khác như Tục ngữ phong dao của Nguyễn Văn Ngọc (1942), Tục ngữ dân ca Mường Thanh Hóa của Minh Hiệu sưu tầm (1970), Ca dao, ngạn ngữ Hà Nội do Triều Dương sưu tầm và biên soạn (1971), Tục ngữ Thái (1978), Tục ngữ ca dao dân ca của Vũ Ngọc Phan (1956), Tục ngữ Việt Nam của Chu Xuân Diên, Lương Văn Đang, Phương Chi (1975).

## Từ nguyên
Chữ Nôm: 俗語越南.